# Universidade de Western Ontario
A Universidade do Ontário Ocidental (UWO), corporativamente chamada de Western University Ocidental desde 2012 e comumente abreviado para o Western, é uma universidade pública de pesquisa  em Londres, Ontário, Canadá. O campus principal conta com 455 hectares (4,6 km2) de terra, cercado por bairros residenciais e o rio Tamisa dividindo a porção leste do campus. A universidade opera doze faculdades e escolas acadêmicas. É membro do U15, um grupo de universidades intensivas em pesquisa no Canadá. 
A universidade foi fundada em 7 de março de 1878 pelo Bispo Isaac Hellmuth da Diocese Anglicana de Huron como Universidade Ocidental de Londres, Ontário. Incorporou o Huron University College, fundado em 1863. As primeiras quatro faculdades foram Artes, Divindade, Direito e Medicina. A Universidade Ocidental de Londres tornou-se não-denominacional em 1908. A partir de 1919, a universidade se afiliou a várias faculdades denominacionais. A universidade cresceu substancialmente no período pós-Segunda Guerra Mundial, quando várias faculdades e escolas foram adicionadas à universidade. 
A Western é uma universidade co-educacional, com mais de 24.000 estudantes e mais de 306.000 ex-alunos ao redor do mundo. Alunos notáveis incluem funcionários do governo, acadêmicos, líderes de negócios, ganhadores do Prêmio Nobel, ganhadores da bolsa Rhodes entre outros. As equipes da Western, conhecidas como Western Mustangs, competem na conferência de U Sports da Ontario University Athletics . 

## Alunos notáveis

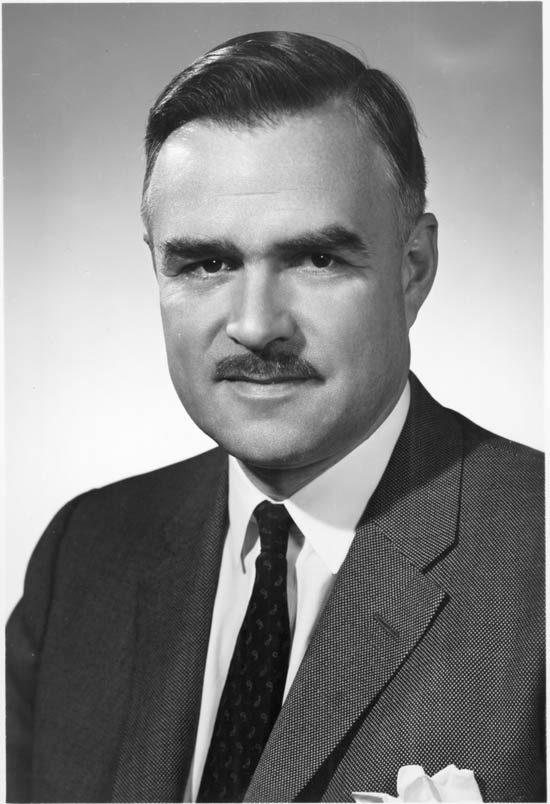
John Robarts, 17º Premier de Ontario
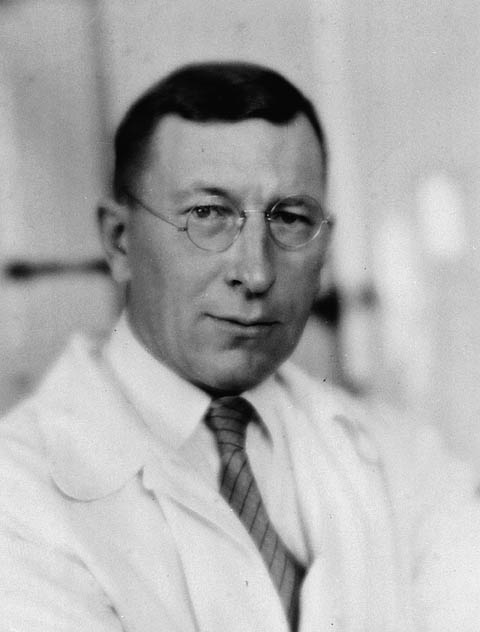
Sir Frederick Banting, premiado com o Prêmio Nobel pelo primeiro uso de insulina em humanos
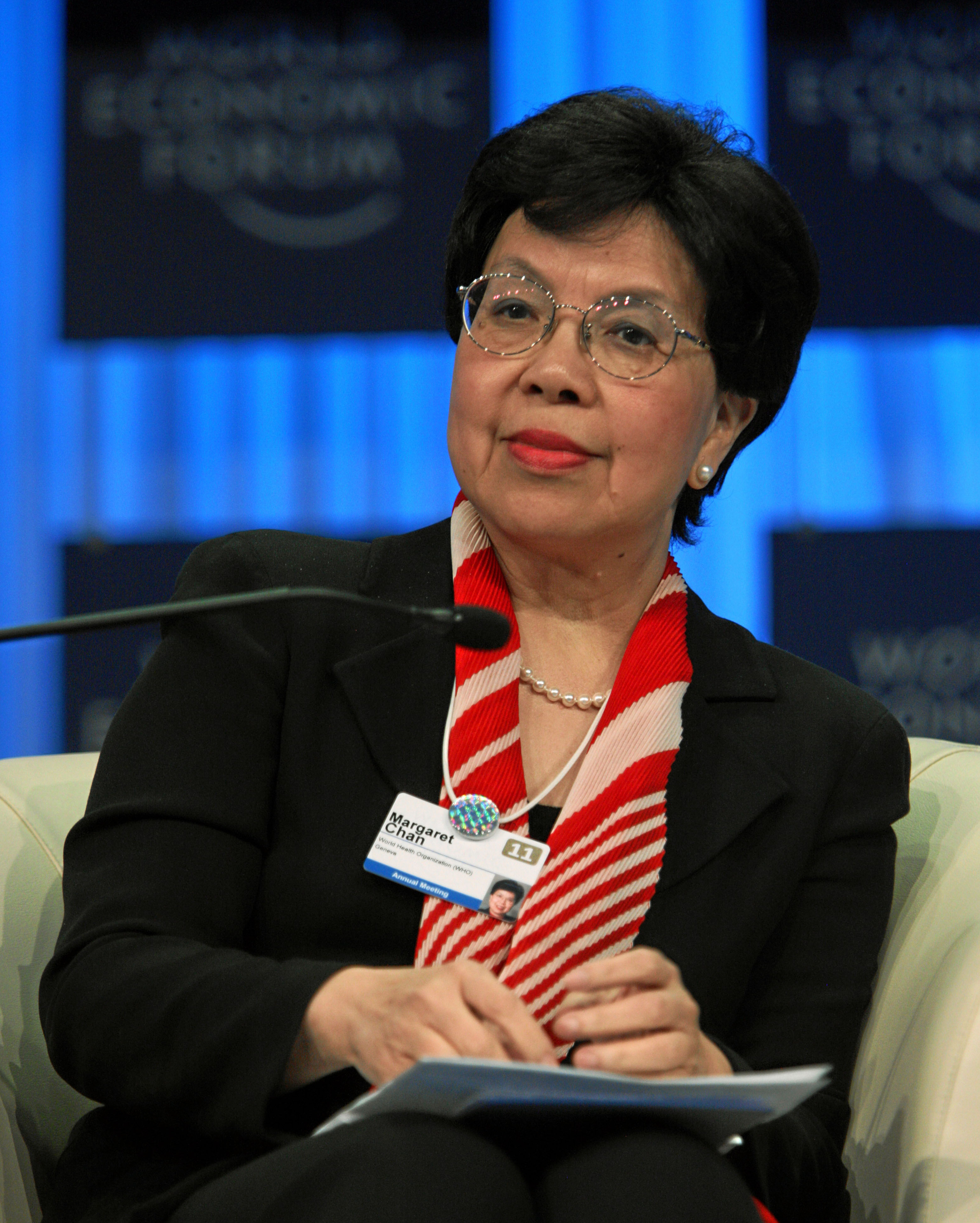
Margaret Chan, 7ª Diretora Geral da Organização Mundial da Saúde
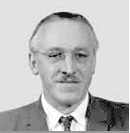
J. Carson Mark, matemático e membro do Projeto Manhattan
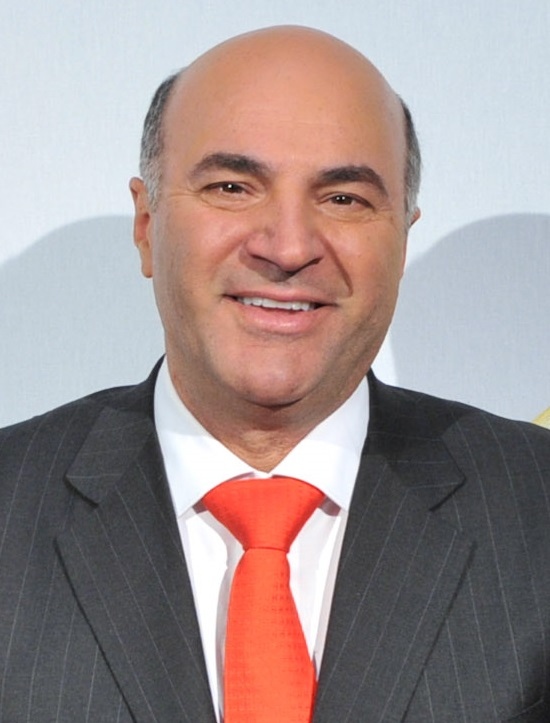
Kevin O'Leary, presidente da The Learning Company e personalidade de televisão
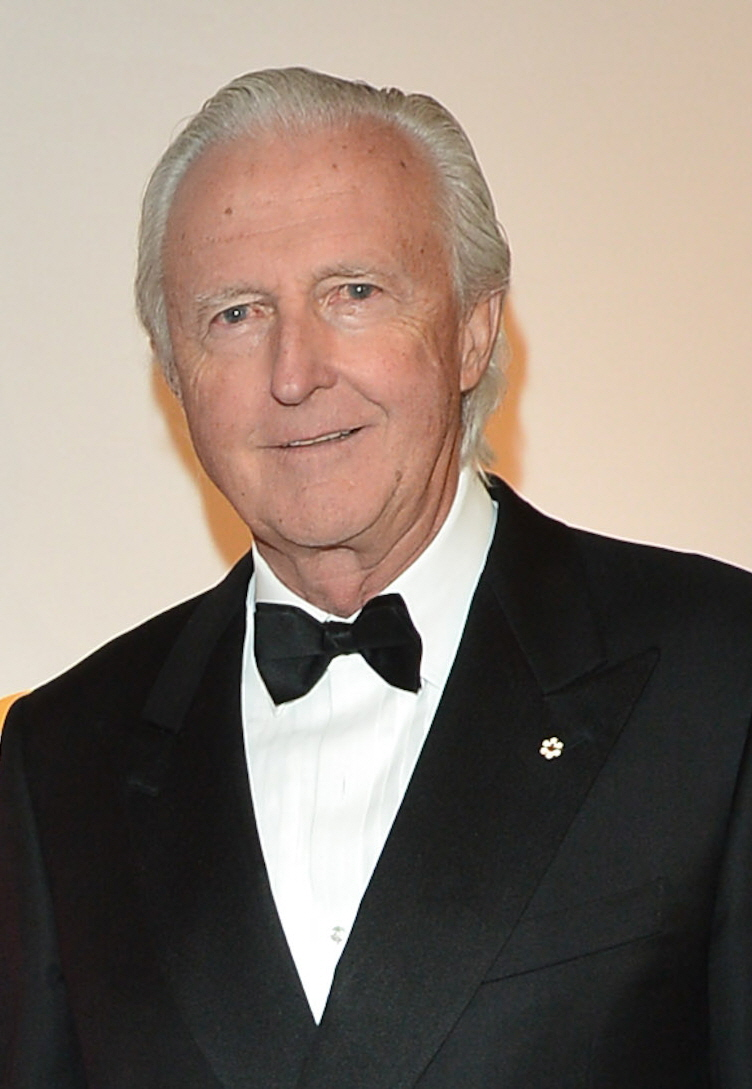
Galen Weston, presidente da George Weston Limited
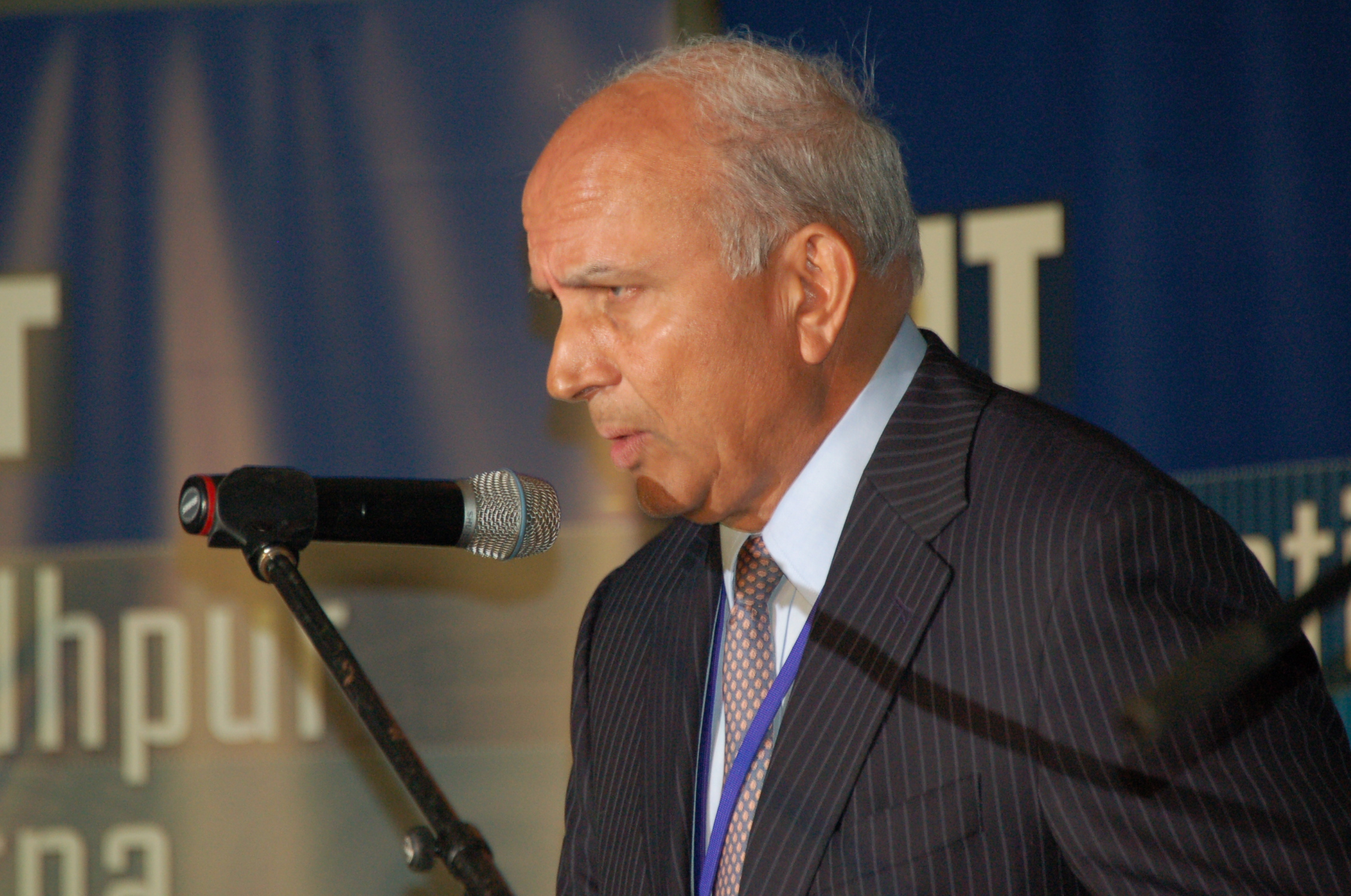
Prem Watsa, fundador e presidente da Fairfax Financial
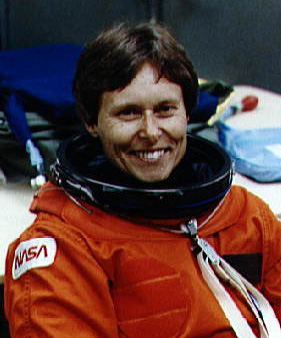
Roberta Bondar, astronauta da CSA e primeira mulher canadense no espaço

 Em 2007, a Universidade tinha mais de 220.000 ex-alunos residentes em mais de 100 países.  Ao longo da história da Western, professores, ex-alunos e ex-alunos têm desempenhado papéis de destaque em muitos campos diferentes e ganharam o Prêmio Nobel, o Prêmio Pulitzer e outros prêmios, como a bolsa Rhodes.   O ex-membro do corpo docente Frederick Banting recebeu o Prêmio Nobel de Fisiologia ou Medicina por sua descoberta da insulina.  Alice Munro, que ganhou o Prêmio Nobel de Literatura em 2013, estudou no departamento de inglês da universidade por dois anos com uma bolsa de estudos e voltou para o Ocidente em 1974-75, quando ocupou o cargo de escritora residente. Mais tarde, ela foi premiada com um grau honorário.  Dois graduados da Western também viajaram no espaço, a saber, Bjarni Tryggvason e Roberta Bondar .  